# Marcello Malpighi
Marcello Malpighi (Crevalcore, 10. ožujka 1628. – Rim, 30. rujna 1694.), talijanski liječnik koji je svojim istraživanjima uvelike pridonio razumijevanju fiziologije. 

## Životopis
Malpighi je rođen na imanju svojih roditelja u selu Crevalcore i sa 17 godina krenuo je na Sveučilište u Bologni. Malpighi je počeo studriati filozofiju, da bi se nakon smrti roditelja posvetio medicini koju je i diplomirao 1653.g. 
Tijekom života radio je na Sveučilištima u Pisi, Bologni i Messini. 